# Hipocausto

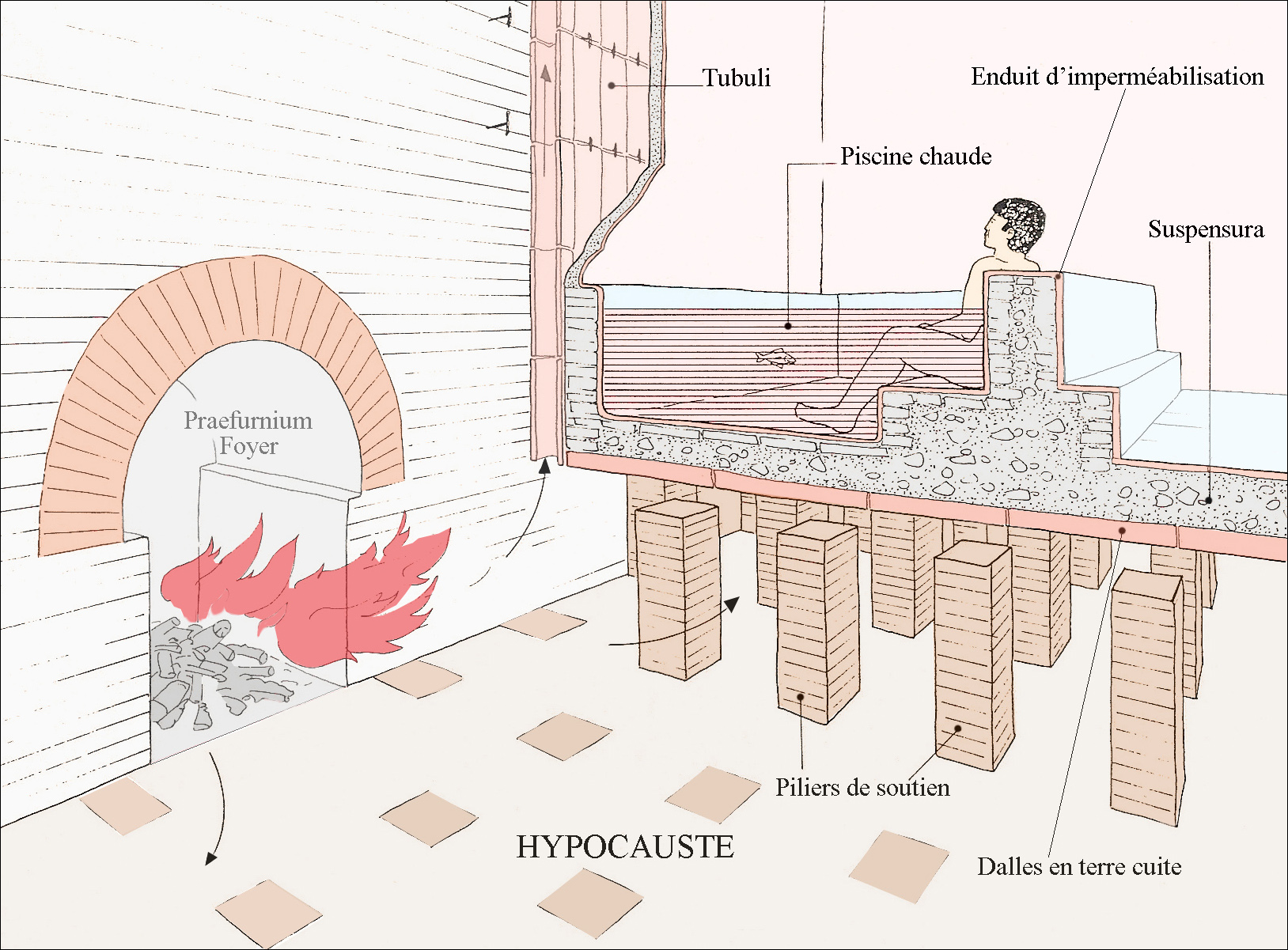
Esquema de funcionamiento de un hipocausto con el hogar (praefurnium) y la distribución del calor por el suelo y las tuberías (tubuli) por la pared.

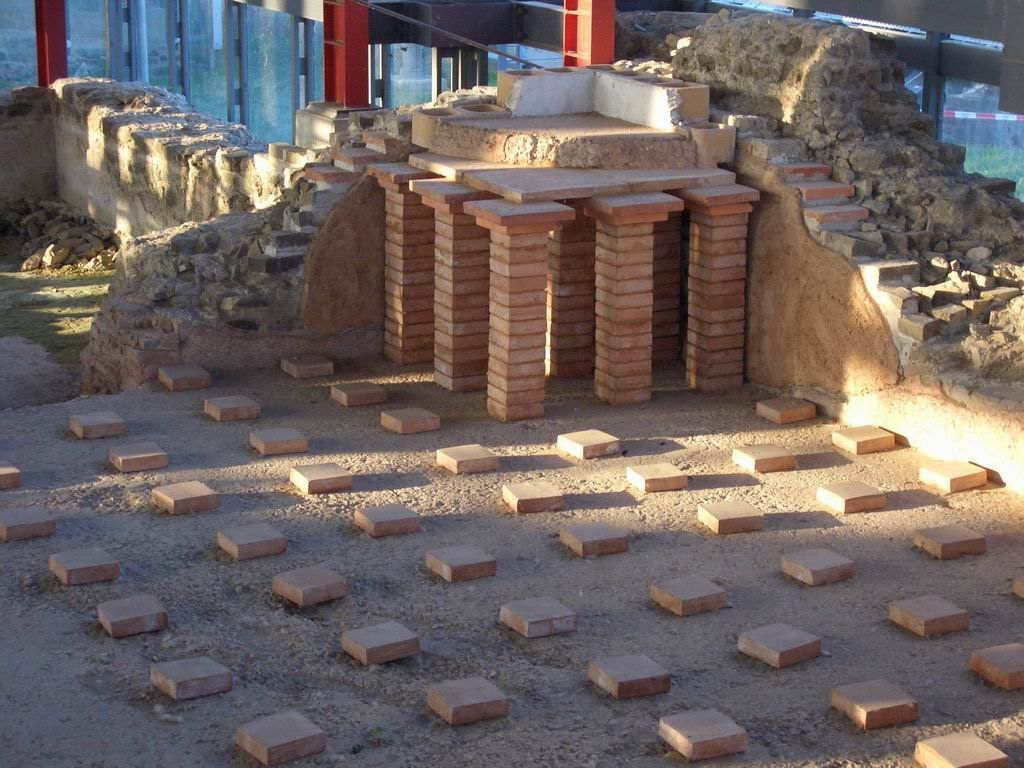
Hipocausto en Xanten (Alemania).

El hipocausto (en latín hypocaustum, del griego ὑπόκαυστον, de ὑπό-, "debajo", y καυστόν, "quemado") es un sistema de calefacción de un edificio, que produce y hace circular aire caliente por debajo del suelo, pudiendo calentar las paredes con una serie de tuberías por las que pasa ese mismo aire caliente. Este aire también puede calentar los pisos superiores.
La más antigua referencia conocida a este sistema sugiere que el templo de Éfeso en 350 a. C. se calentaba de esta manera, aunque Vitruvio atribuye su invención al ingeniero romano Cayo Sergio Orata en c. 80 a. C. Su invención y perfeccionamiento mejoró la higiene y las condiciones de vida de los ciudadanos y fue un precursor de la calefacción central moderna.

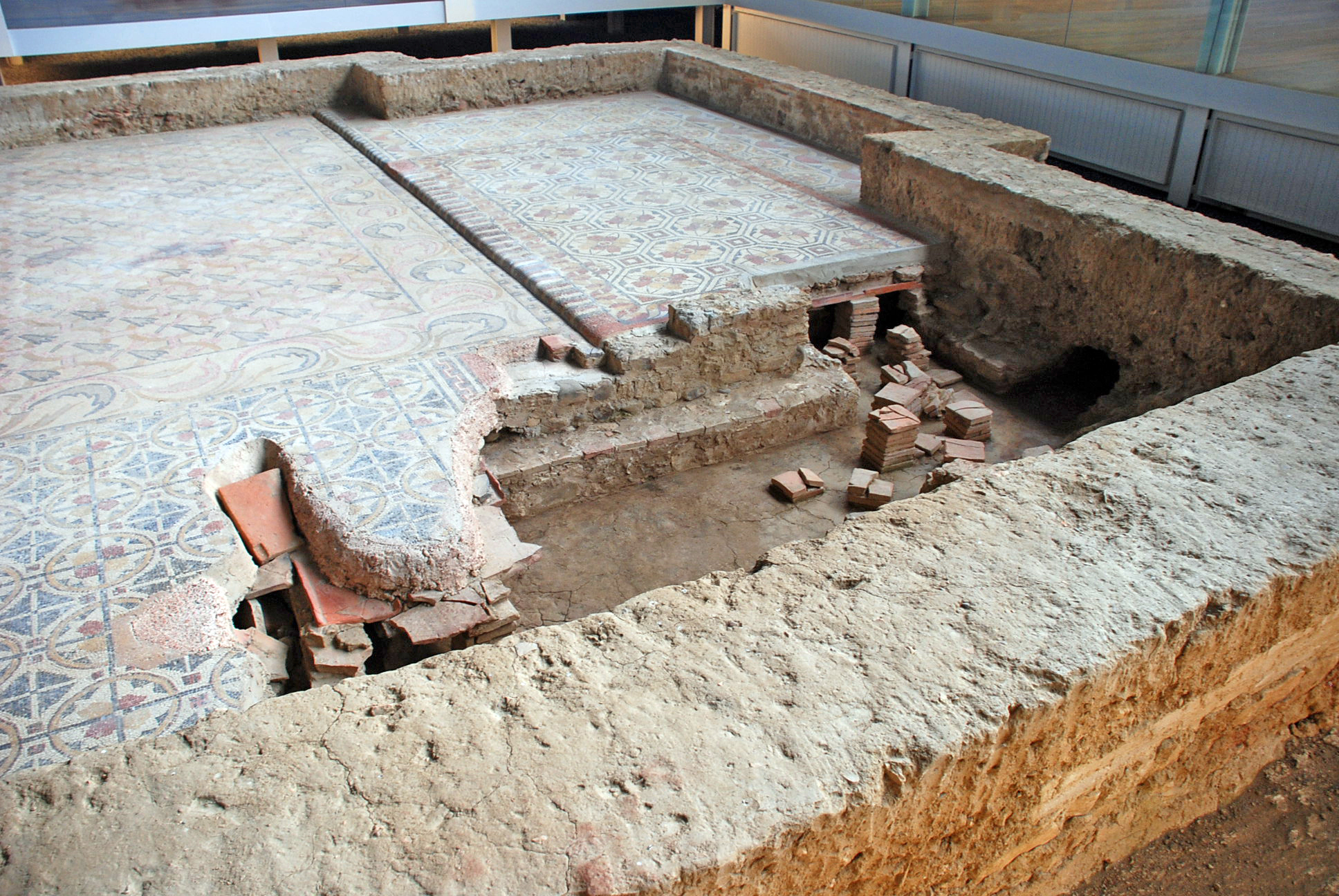
Ruinas del hipocausto de la Villa Romana de La Olmeda, Palencia, España.

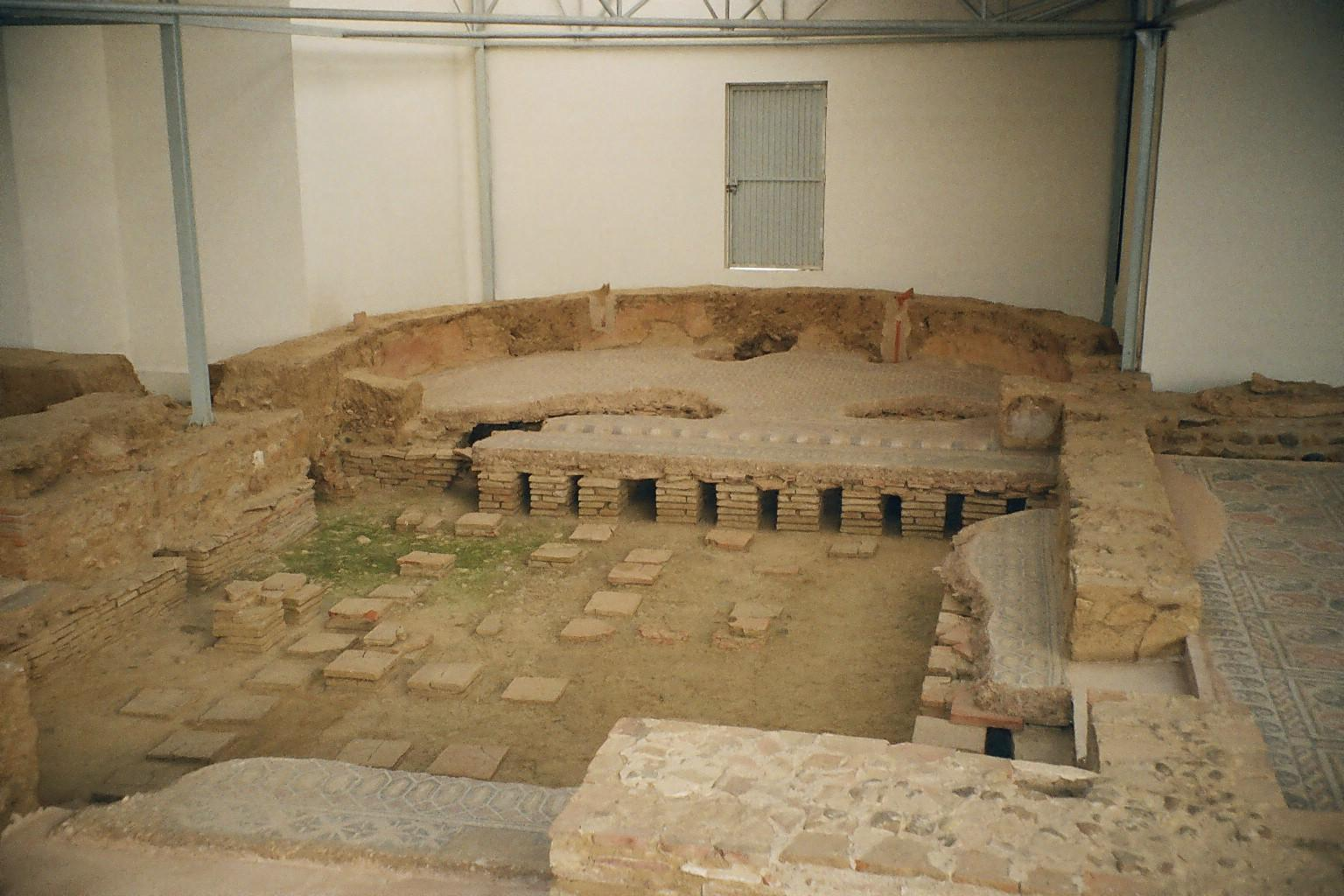
Hipocausto bajo el triclinio central de la Villa Romana de La Olmeda, Palencia, España.

Fue utilizado sobre todo en las termas del Imperio romano. Los vestigios arqueológicos más antiguos se han hallado en las Termas Stabianas de Pompeya de finales del siglo II a. C. y en los baños griegos de Olimpia fechados en el siglo I a. C. En los siglos siguientes se perfeccionó el sistema con su utilización en el caldarium (sala caliente) de las termas y también en las villae y casas urbanas particulares más ricas. 

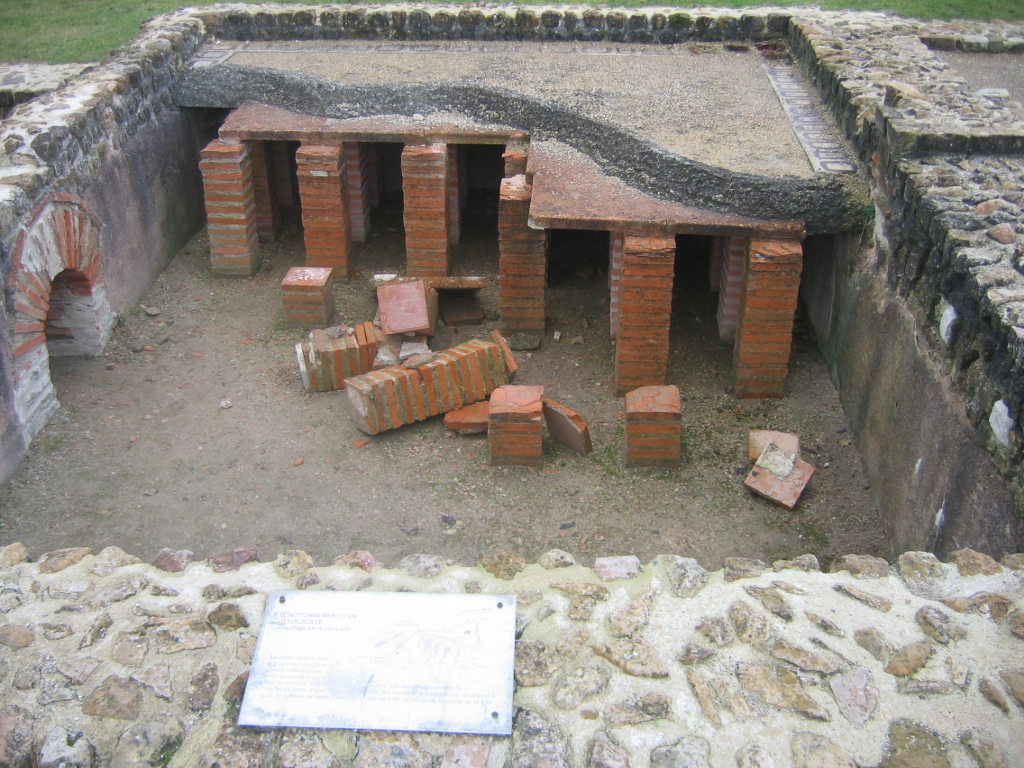
Hipocausto de la villa de Vieux-la-Romaine, Normandía.

## Descripción

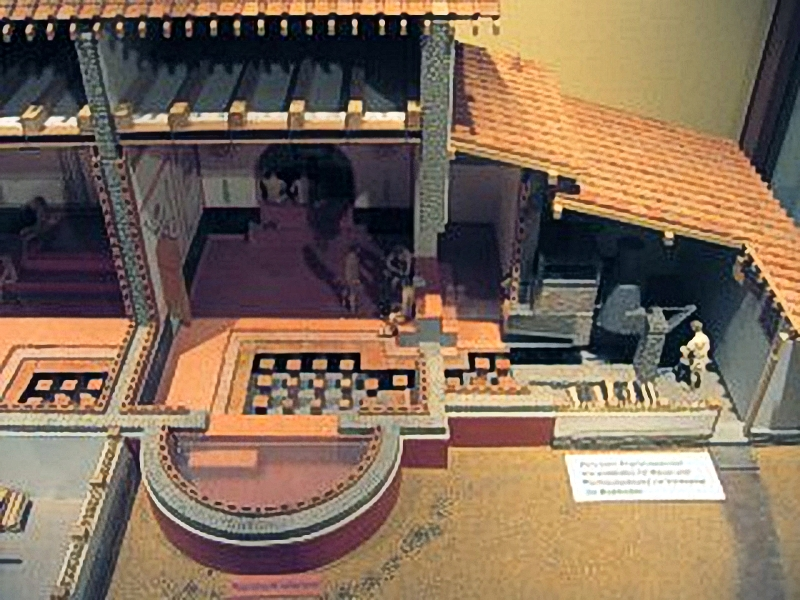
Maqueta descriptiva de una terma romana en el castellum de Saalburg. A la izquierda, los baños con calefacción por suelo radiante, a la derecha la dependencia que alberga el horno.

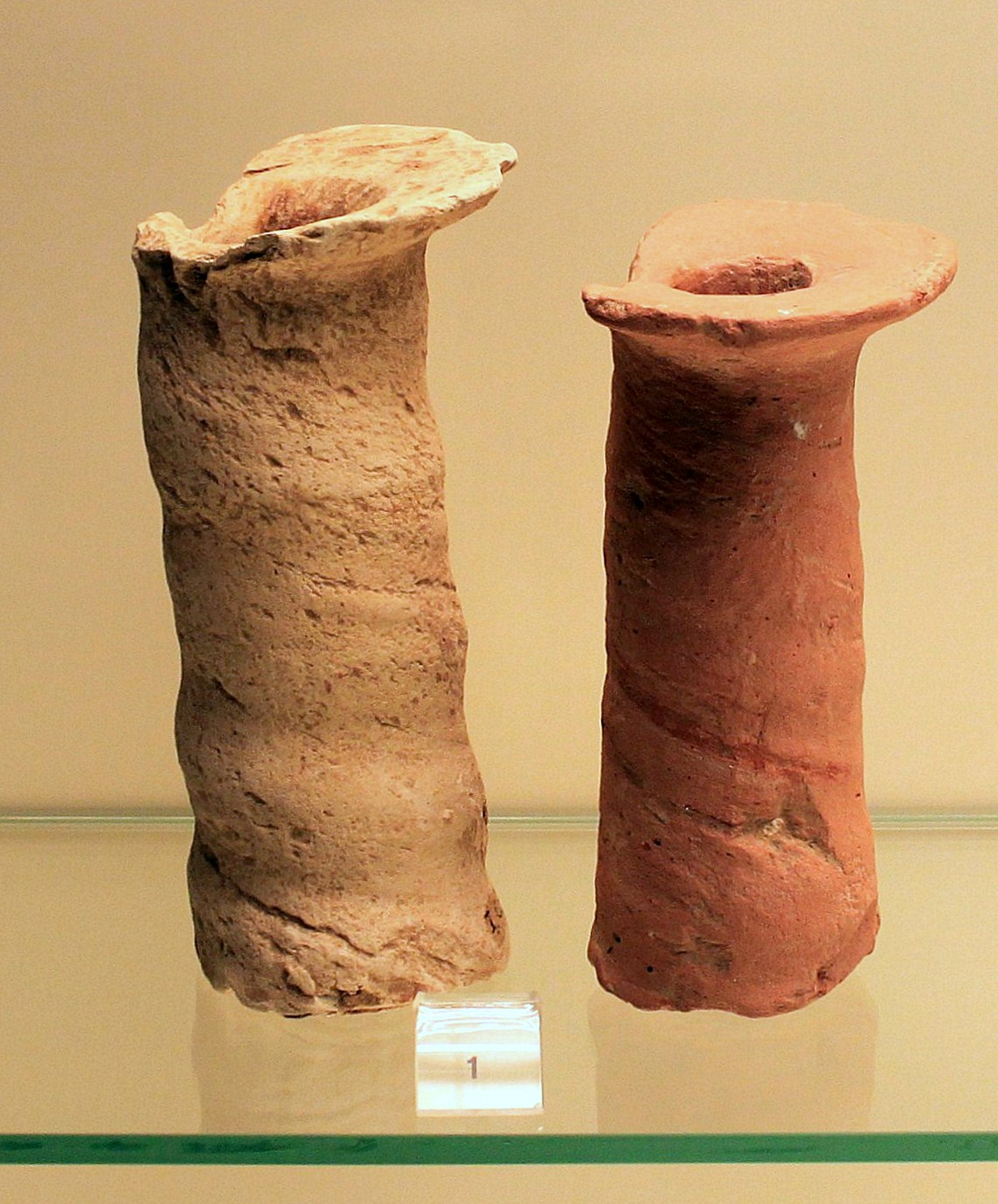
Clavijas de sujeción de las dobles paredes laterales por las que circulaba el aire caliente procedente del hipocausto (Camino de la Vega de Albalate, Calanda).

Para calentar el edificio, en función de la superficie y la riqueza de sus propietarios, podía haber uno o más hornos (praefurnia) donde los gases calientes producidos en la combustión se llevaban por canalizaciones situadas bajo el suelo de las dependencias a calentar. El suelo que debía tener un espesor suficiente para que se pudiese caminar sobre él sin quemarse, se sustentaba sobre pilas, generalmente de ladrillos (pilae). En el praefurnium también se calentaba el agua.
Dependiendo del diseño, además de calentar los suelos, se podían calentar las paredes y las bóvedas. Para obtener un calor más intenso y uniforme, se podían integrar en los muros tubos de barro cocido (tubuli), que daban salida al humo del horno y al aire caliente que circulaba por el hipocausto, proveniente del subsuelo. También se podían utilizar otros elementos como los tegulae mammatae por donde circulara el aire caliente. Para las salas abovedadas, el aire caliente se hacía circular por las alturas mediante elementos curvos empotrados. En cualquiera de los casos, se ocultaban recubriéndolos con revoco o mármol para embellecer las paredes.
La altura del espacio vacío por el que circulaba el aire era de unos 40 a 60 cm. En el extremo contrario de la entrada de los gases se disponía un humero o chimenea para la evacuación de los gases, cuyo tiro térmico facilitaba su circulación. Se calcula que la temperatura obtenida en las viviendas no pasaba de los 30 grados.